# Aneta Pechancová
Aneta Pechancová (ur. 5 czerwca 1992) – czeska pływaczka, specjalizująca się w stylu zmiennym, grzbietowym, motylkowym i dowolnym.
Srebrna medalistka mistrzostw Europy na krótkim basenie z Chartres (2012) w sztafecie 4 x 50 m stylem zmiennym.